# Африканский филин
Африканский филин, или пятнистый филин (лат. Bubo africanus) — вид птиц из семейства совиных. Подвидов не выделяют.

## Описание
Африканский филин достигает длины 45 см, и массы от 480 до 850 грамм. Окраска оперения серая или красновато-коричневая. Лицевой диск беловатый или бледно-охристый с черноватой каймой, глаза жёлтые. На макушке есть выступающие ушные перья. Оперение на спине — буро-коричневое с чёрными и белыми пятнами, низ беловатый с коричневыми полосами. Оперение крыльев и хвоста образуют тёмные и светлые полосы. Когти и клюв — тёмно-коричневые или черноватые. Самцы обычно бледнее самок. 

## Распространение
Вид распространён в Африке южнее Сахары и части Аравийского полуострова. Это самый частый вид сов в Африке. Он предпочитает скалистые регионы в саваннах, полупустынях и светлом лесу.

## Образ жизни
Африканский филин активен на рассвете и ночью. Он охотится из засады на мелких млекопитающих, ящериц, крупных насекомых и иногда птиц.

### Размножение
Африканский филин создаёт пару на всю жизнь. Гнездо строит на земле, между скал или под скалой, в ямах, на деревьях. Период гнездования начинается в засушливый период, таким образом к началу сезона дождей молодые птицы становятся самостоятельными и находят достаточное количество корма. Кладка яиц начинается в июле и продолжается до первых недель февраля. Самка насиживает от 2 до 4 яиц в течение 30-32 дней и в этот период кормится самцом.

## Галерея

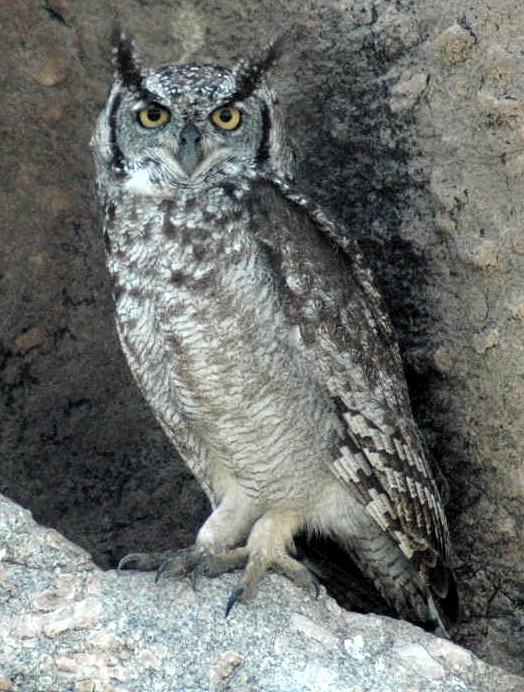
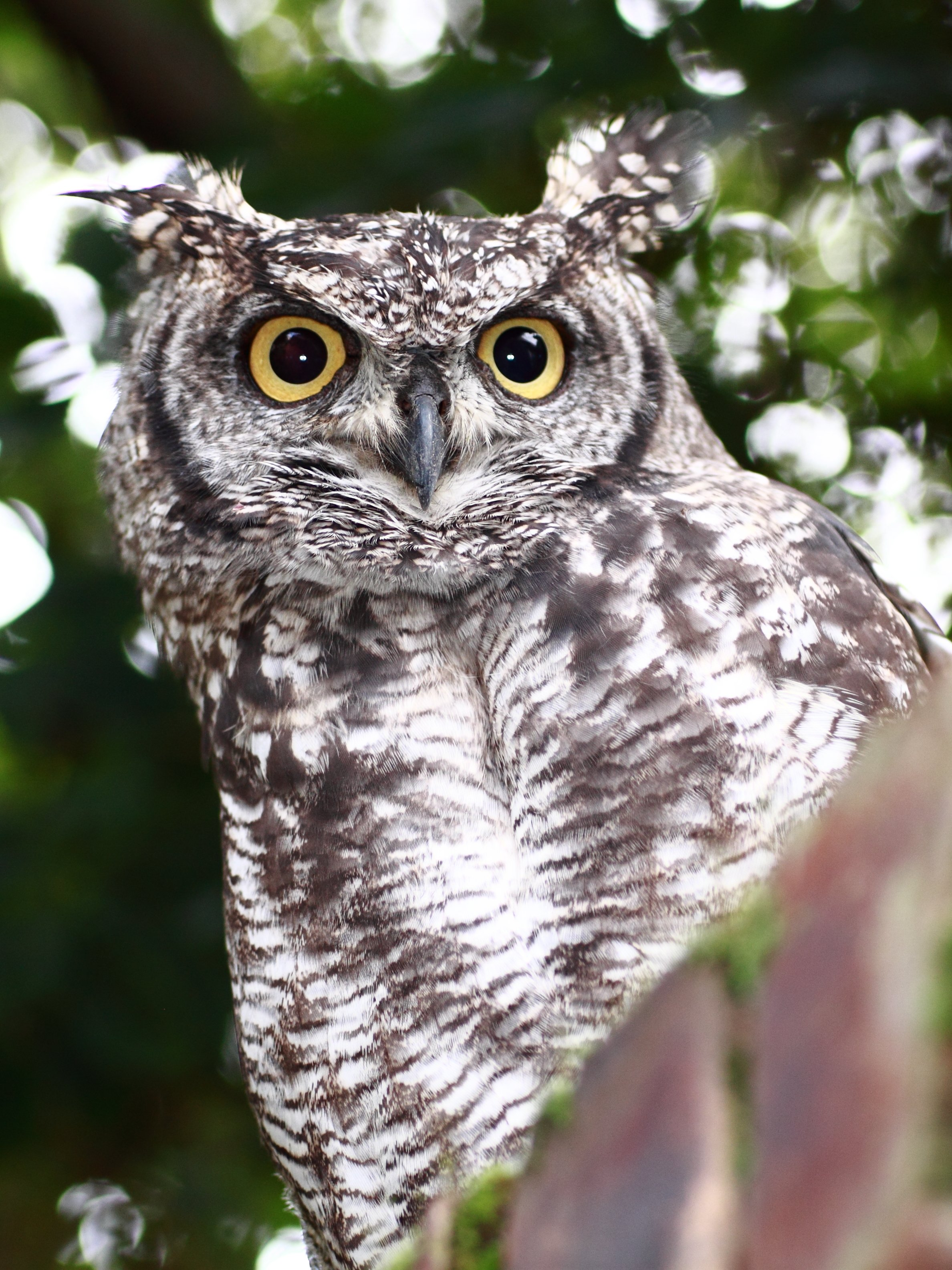
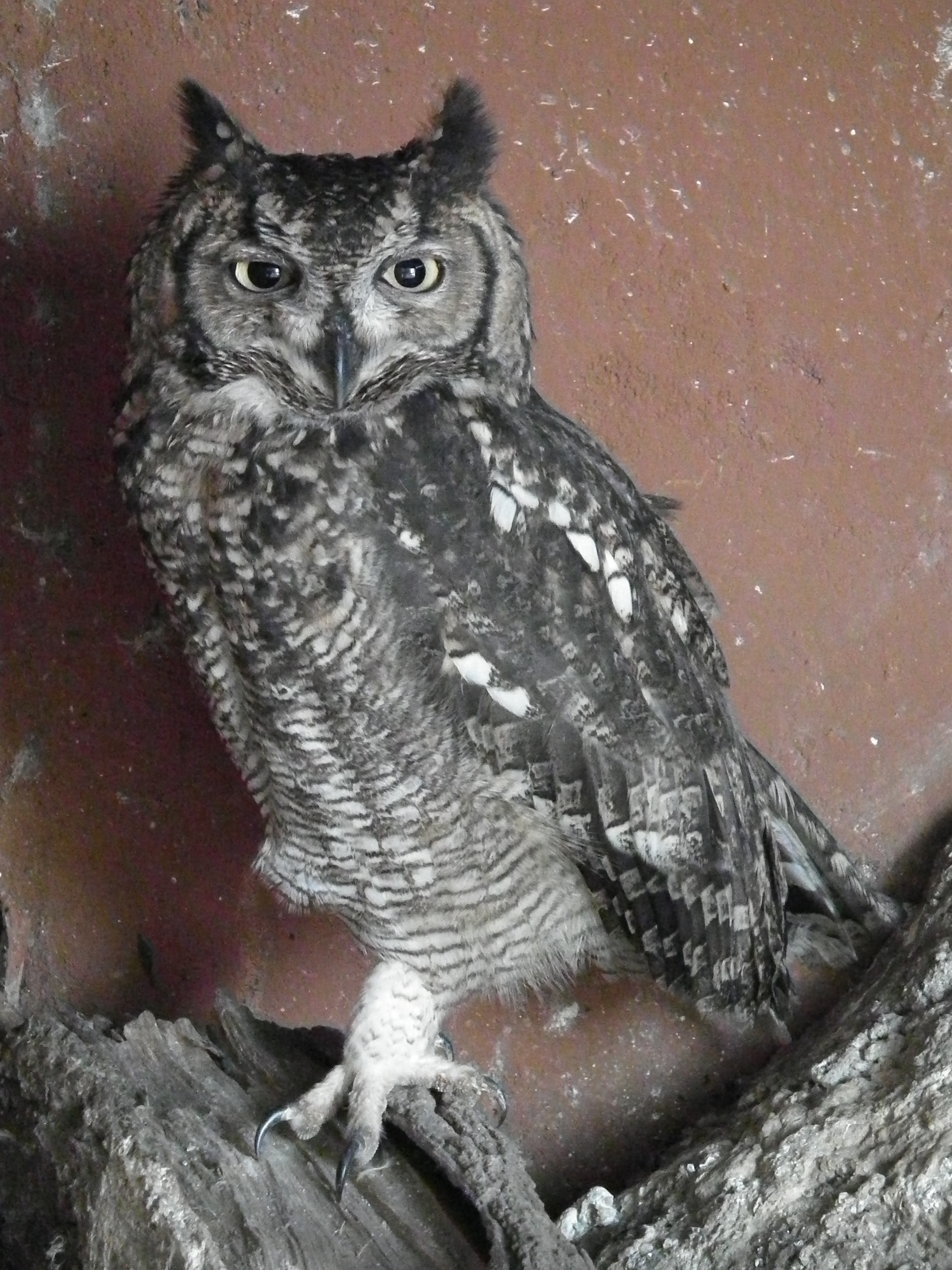
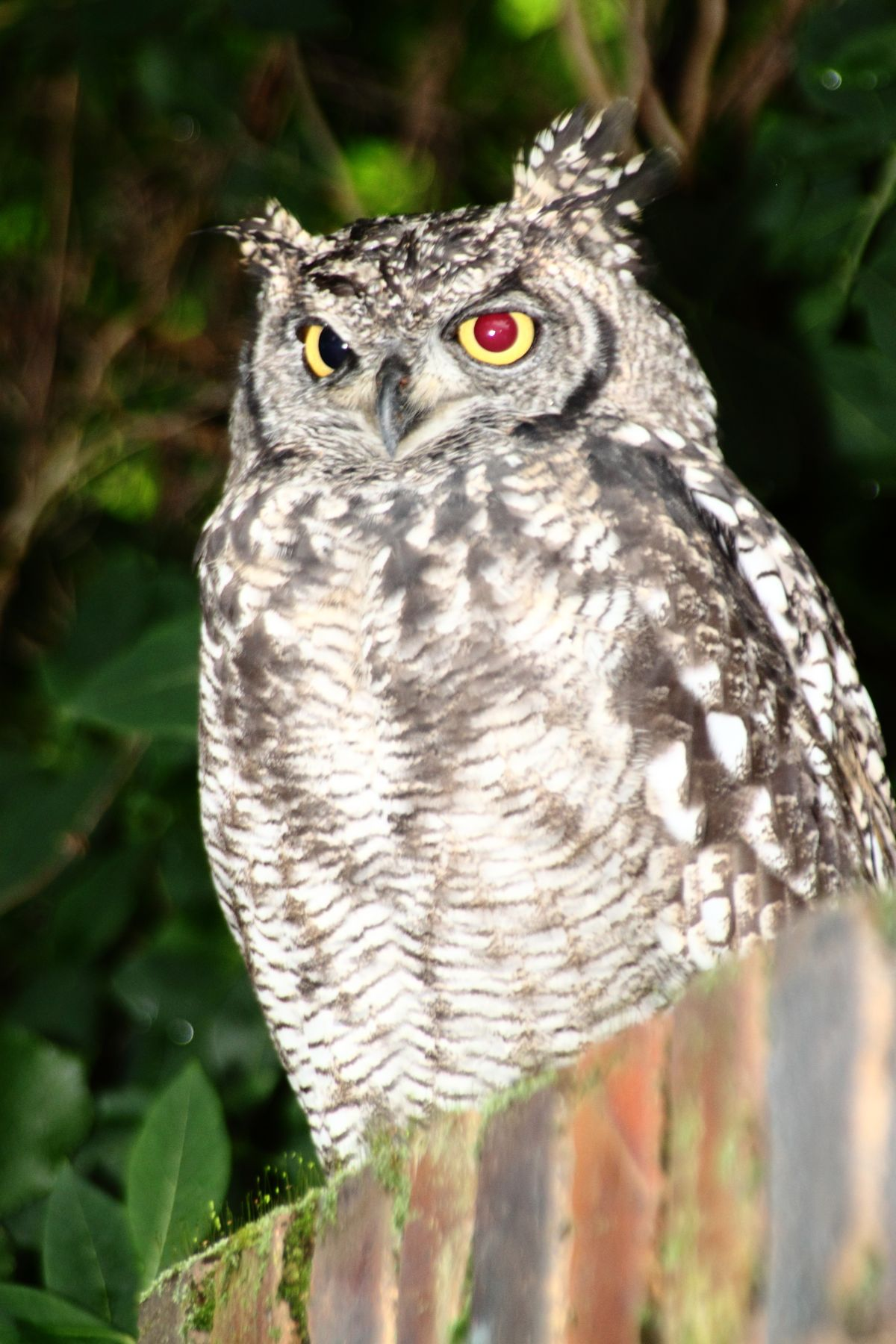